# Брент (Оклахома)
Брент (англ. Brent) — переписна місцевість (CDP) в США, в окрузі Секвоя штату Оклахома. Населення — 760 осіб (2020).

## Географія
Брент розташований за координатами 35°21′58″ пн. ш. 94°47′33″ зх. д. / 35.36611° пн. ш. 94.79250° зх. д. (35.366220, -94.792473).  За даними Бюро перепису населення США в 2010 році переписна місцевість мала площу 40,69 км², з яких 28,95 км² — суходіл та 11,74 км² — водойми.

## Демографія
Згідно з переписом 2010 року, у переписній місцевості мешкало 716 осіб у 273 домогосподарствах у складі 214 родин. Густота населення становила 18 осіб/км².  Було 308 помешкань (8/км²).
Расовий склад населення:
| - 76,5 % — білих - 15,6 % — корінних американців - 2,2 % — азіатів - 0,3 % — чорних або афроамериканців |

До двох чи більше рас належало 5,2 %. Частка іспаномовних становила 1,0 % від усіх жителів.
За віковим діапазоном населення розподілялося таким чином: 24,4 % — особи молодші 18 років, 60,5 % — особи у віці 18—64 років, 15,1 % — особи у віці 65 років та старші. Медіана віку мешканця становила 41,4 року. На 100 осіб жіночої статі у переписній місцевості припадало 104,0 чоловіків;  на 100 жінок у віці від 18 років та старших — 97,4 чоловіків також старших 18 років.
Середній дохід на одне домашнє господарство  становив 51 725 доларів США (медіана — 47 981), а середній дохід на одну сім'ю — 52 421 долар (медіана — 48 750). Медіана доходів становила 33 000 доларів для чоловіків та 26 058 доларів для жінок. За межею бідності перебувало 13,5 % осіб, у тому числі 25,3 % дітей у віці до 18 років та 2,2 % осіб у віці 65 років та старших.
Цивільне працевлаштоване населення становило 349 осіб. Основні галузі зайнятості: будівництво — 21,8 %, мистецтво, розваги та відпочинок — 17,5 %, науковці, спеціалісти, менеджери — 11,2 %, освіта, охорона здоров'я та соціальна допомога — 10,9 %.